# Sderot (nádraží)
Sderot (hebrejsky תחנת הרכבת שדרות, Tachanat ha-rakevet Sderot) je železniční stanice na železniční trati Aškelon–Beer Ševa v jižním Izraeli.

## Historie
Stanice byla slavnostně uvedena do provozu 24. prosince 2013 jako první stanice na trati z Aškelonu směrem na jih do Beer Ševy. Vzhledem k blízkosti Pásma Gazy je budova navržena tak, aby mohla vzdorovat raketovým útokům. Náklady na výstavbu dosáhly 50 milionů šekelů.

## Poloha
Leží v jižní části Izraele v pobřežní nížině, v nadmořské výšce cca 110 metrů. Je situována na jihozápadní okraj města Sderot poblíž dálnice číslo 34 u vesnice Nir Am.